# Język mian
Język mian, także mianmin (miyanmin) – język transnowogwinejski używany w prowincjach Sepik Wschodni i Sandaun w Papui-Nowej Gwinei. Według danych z 2000 roku posługuje się nim 1750 osób.
Wyróżnia się dwa dialekty: zachodni (wagarabai, skonga, suganga) oraz wschodni. Serwis Ethnologue wyodrębnił dialekt zachodni jako odrębny język.
Znajduje się pod silnym wpływem tok pisin i angielskiego. Prawie wszyscy jego użytkownicy posługują się również tok pisin.
Powstał opis jego gramatyki (A Grammar of Mian, 2011) . Jest zapisywany alfabetem łacińskim.